# 미쓰비시후소 에어로킹
미쓰비시후소 에어로킹(영어: Mitsubishi Fuso Aero King, 일본어: 三菱ふそう・エアロキング)은 일본 미쓰비시 후소 트럭·버스사가 이전에 생산했던 2층 버스로 1983년에 최초로 출시되었다.

## 개요
1983년 도쿄 모터쇼에 출시되었고 같은 해에 판매에 들어갔다. 판매 당시 전세버스의 수요가 많았지만, 도로 운송법에서 전고가 3.8m로 제한되면서 2층 버스의 실내 높이를 조정하는 것 자체가 불가능하면서 1980년대 후반까지 전세버스 수요가 감소되었다. 이와는 별도로 닛산 디젤 (현, UD트럭)에서 제작된 닛산 디젤 스페이스 드림 모델과 히노 자동차에서 제작된 히노 그랜드뷰 모델도 출시 했으나 모두 소량 판매에 그치고 각각 1988년과 1990년에 단종되었다.
1990년대에 도로 운송법의 규제 완화되면서 전고 문제가 해결되었고 정원을 많이 추가할 장점을 살린 심야 고속버스 노선에서 운용되었다. 최종 모델의 경우 장거리 노선 운행으로 특화된 모델이 존재했다.
심야 고속버스 수요가 늘면서 일정 대수의 생산을 했으나, 수요가 많지 않으면서 1983년 출시 이래 마이너 체인지와 페이스 리프트를 하지 않고 배출가스 규제 대응에 따른 엔진의 개량도 이루어지지 않았다.  
차량 개발 당시 츄오 관광(일본어: 中央観光バス) (현재의 지팡 관광)이 참여했고 3축 구조에서 기술을 제공했다. 1991년에 지팡 그란(일본어: ジパング・ルグラン)의 명칭으로 3대를 도입했고 중고로 2대를 도입해 운용한바 있다.
1985년 출시 당시에 전망을 장점을 살린 전세버스로 도입했으나 차량 한계와 전고 문제로 대량 수송을 위해 장거리 고속버스로 도입되었다. 또한 JR 버스(JR 홋카이도 버스, JR 버스 도호쿠 제외)에서 고속버스 노선으로 대량으로 도입했으며, 퇴역 후 중고로 판매되는 경우가 있다.

## 세부 정보

### P-MU515TA
1984년에 최초로 출시한 모델로 미쓰비시후소 에어로퀸 K 차체를 적용했다. 엔진의 경우 미쓰비시후소 에어로퀸 W 모델과 마찬가지로 8DC9형이 탑재되었다. 

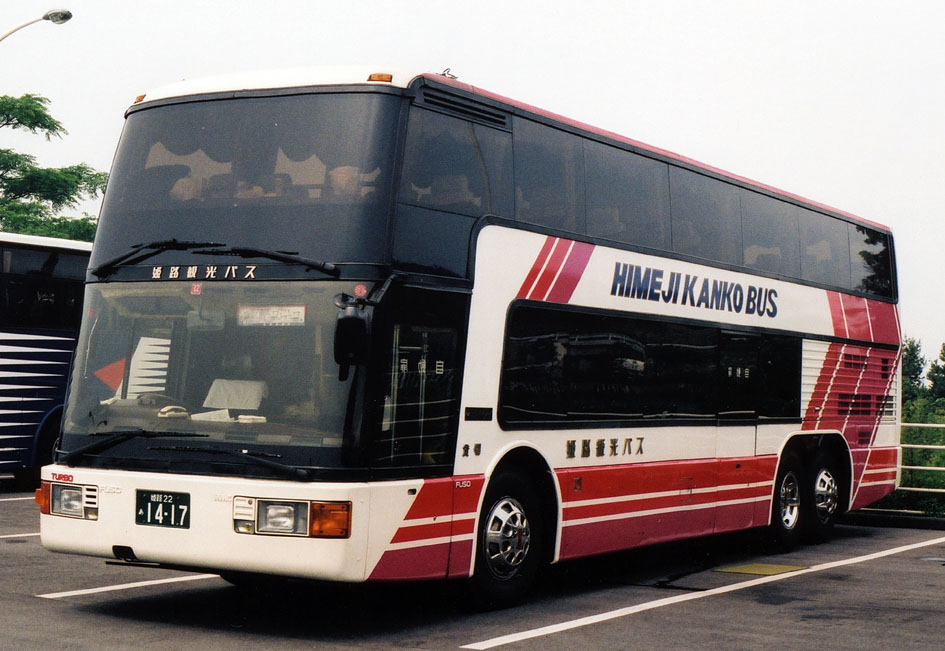
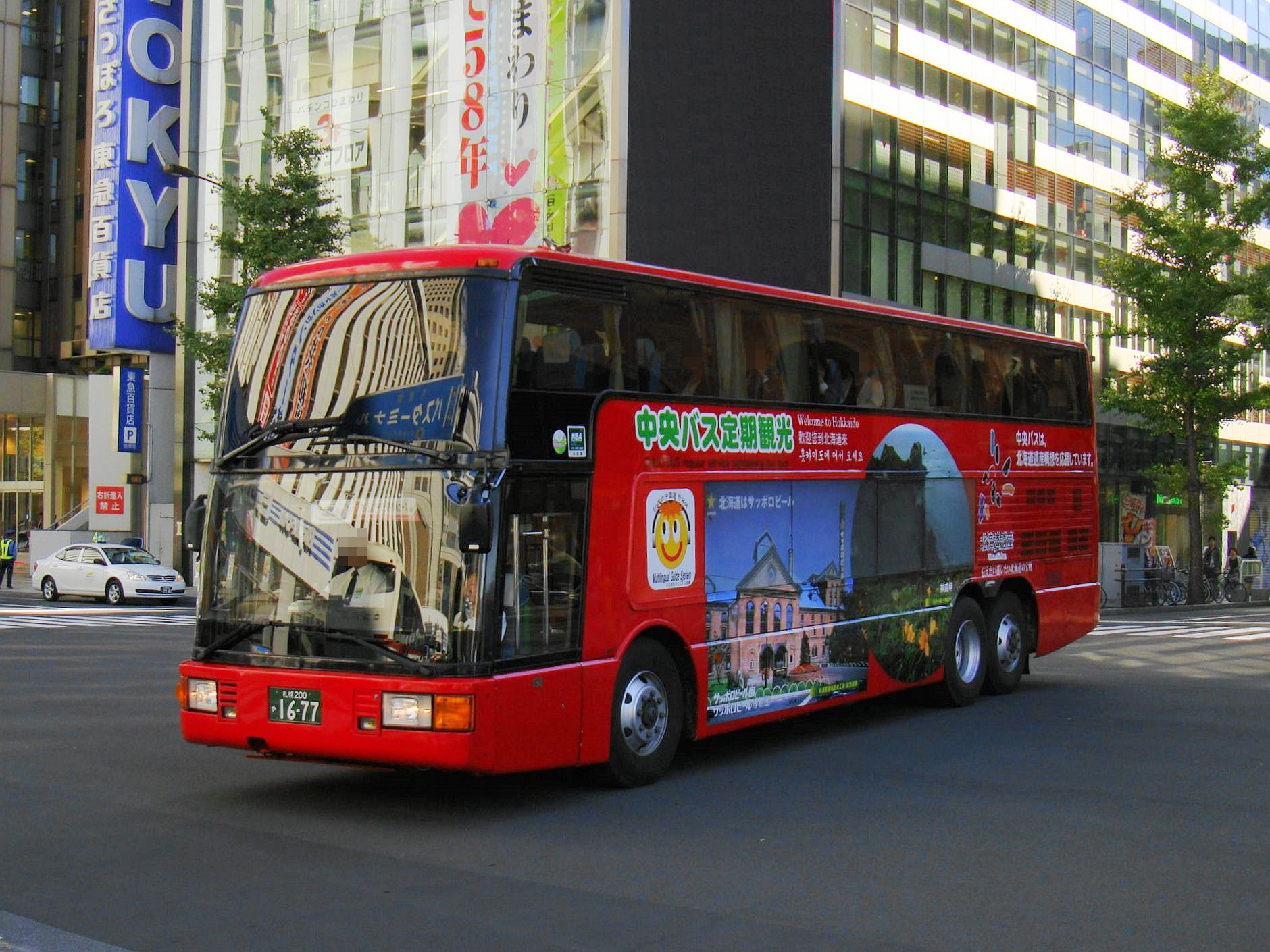
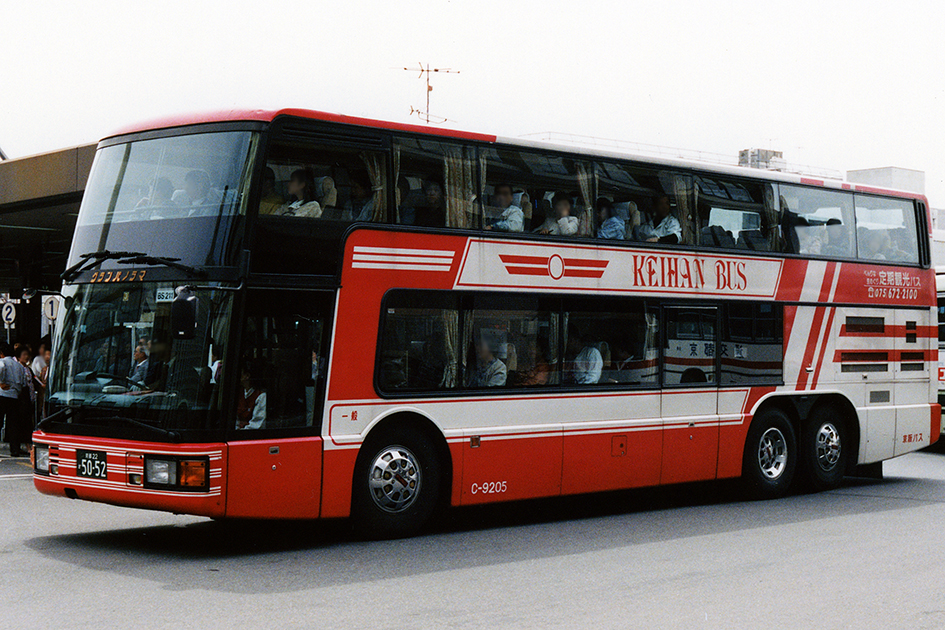

### U-MU525TA
1989년 배출가스 규제에 대응한 모델로 1990년에 최초로 출시되었다. 배출가스 규제에 따라 개량 및 모델은 미쓰비시후소 에어로퀸 W 모델과 유사하나 종전 모델 명칭에서 U-MU525TA로 명칭이 변경되었다. 기존 모델과 달리 범퍼가 변경되었다. 

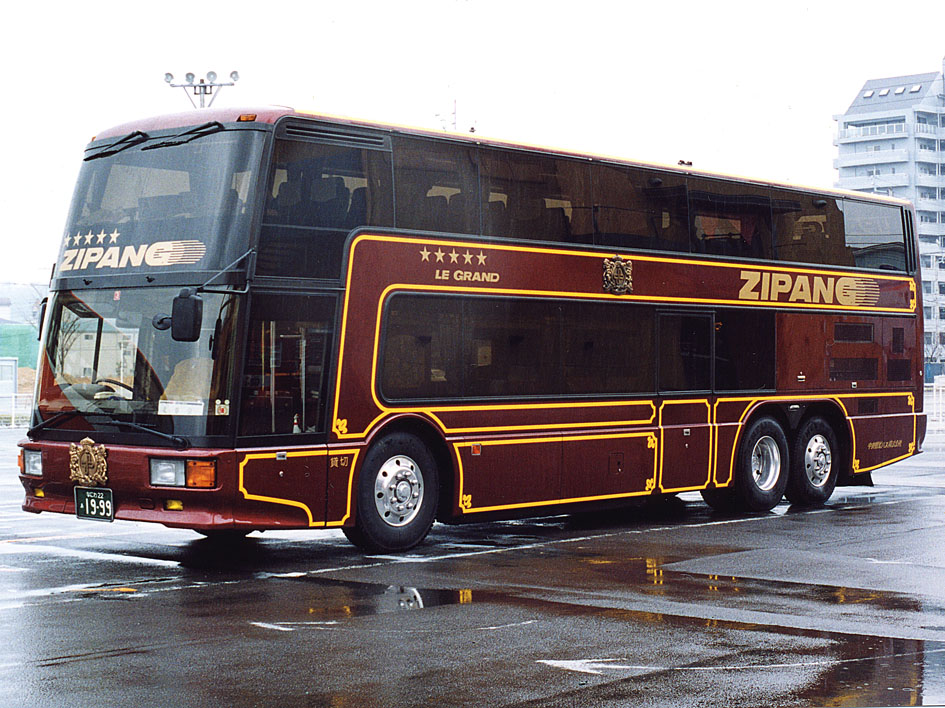
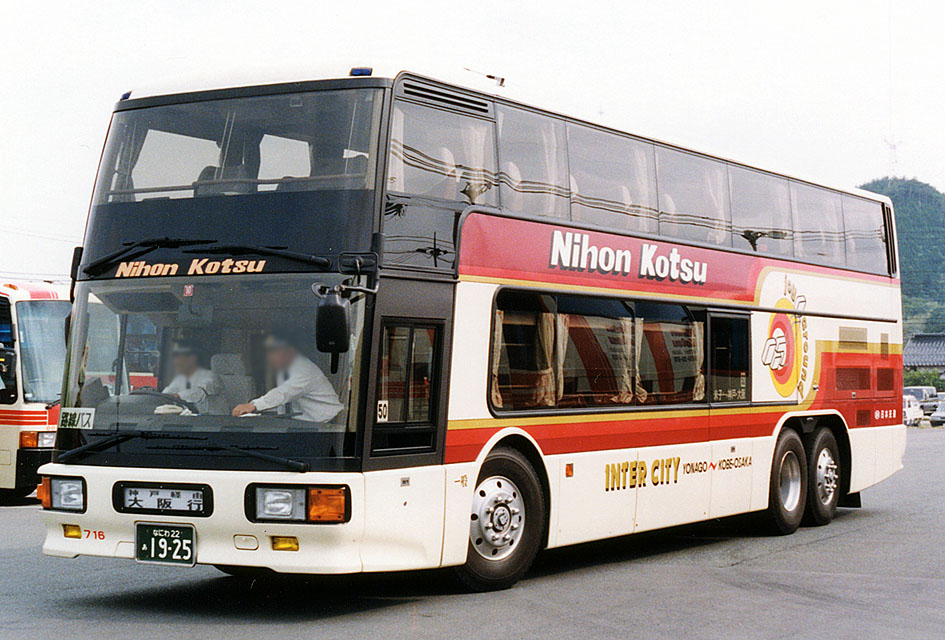
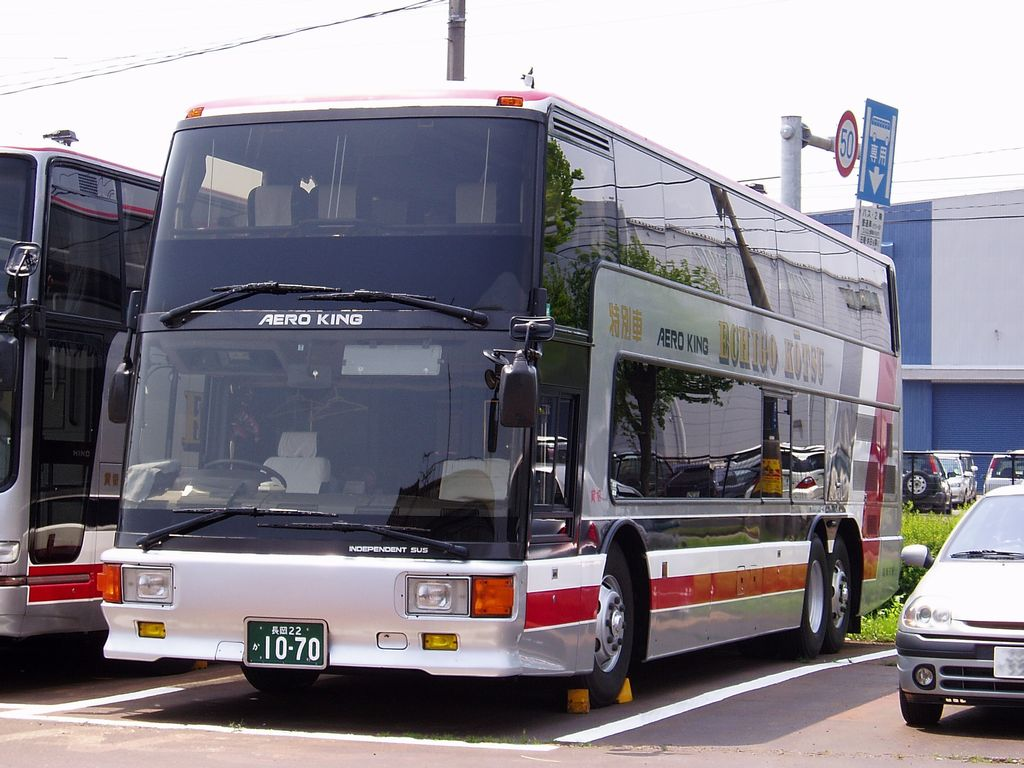
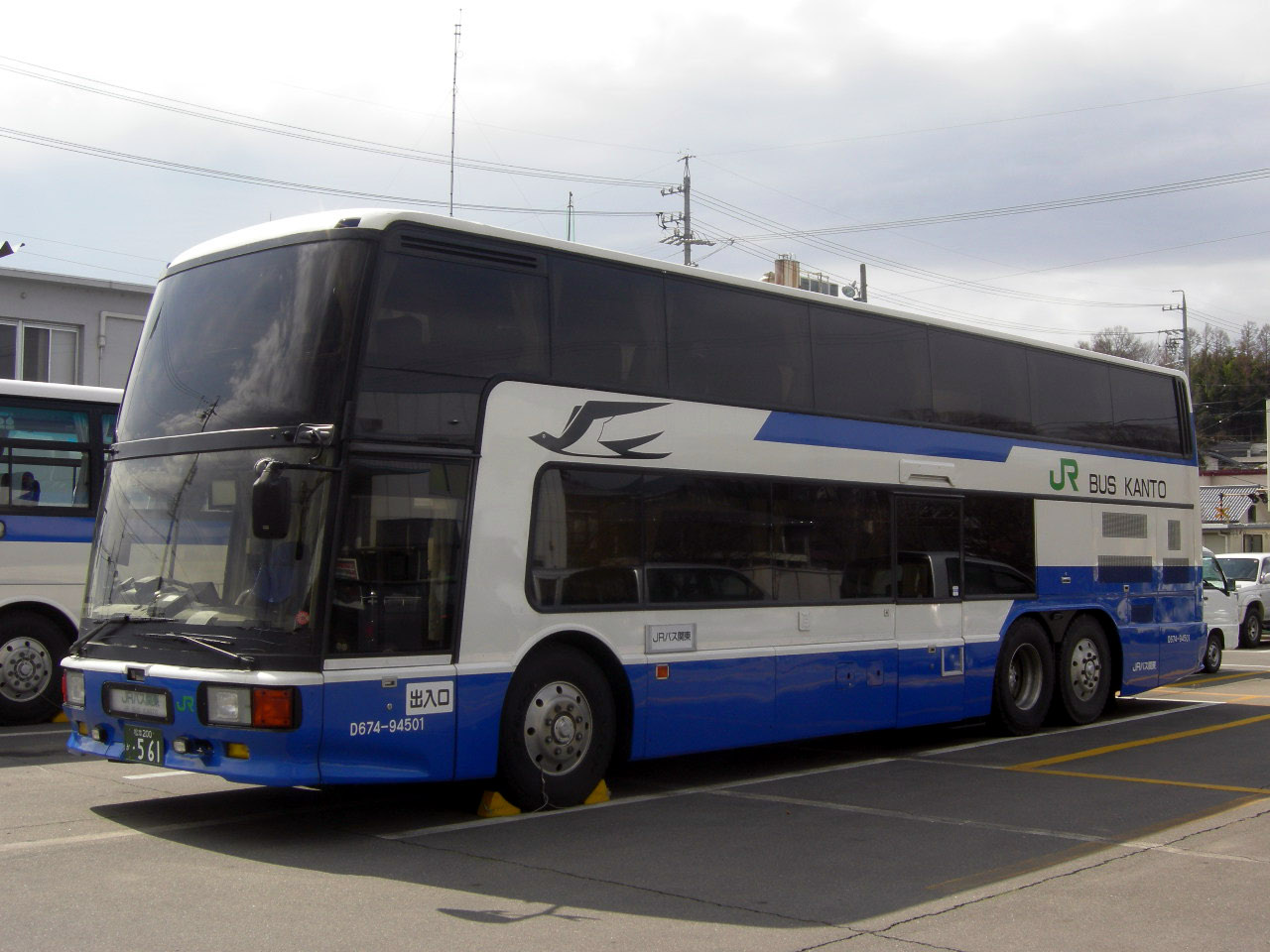
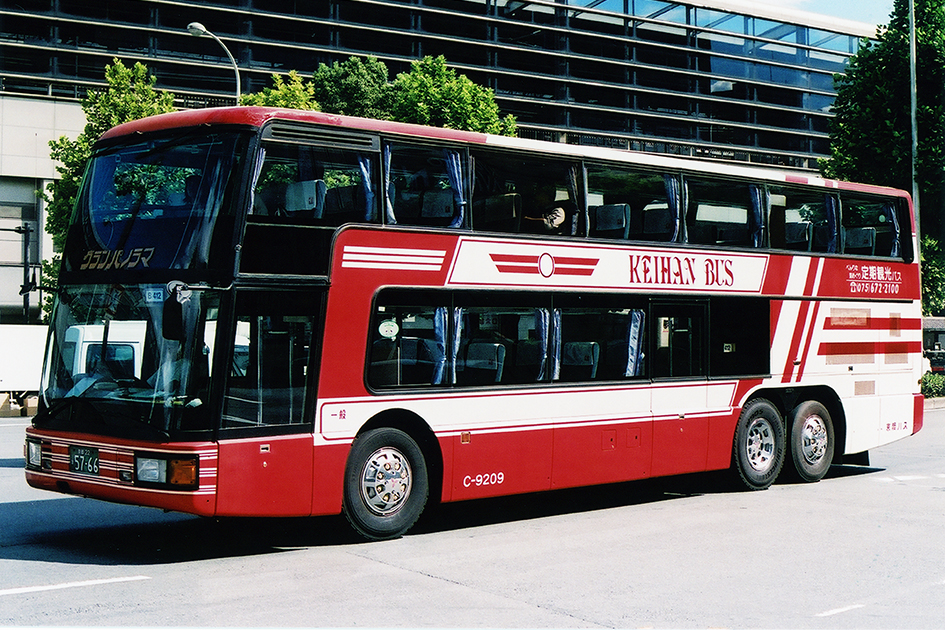

### KC-MU612TA
1994년 배출가스 규제에 대응한 모델로 1995년에 최초로 출시되었다. 도입 당시 공식적인 형식을 취득했다. 기존 모델과 다른 점이 있다면 전면 헤드라이트 주위의 스타일이 변경되었고 KC-MS8계 모델과 유사한 편이다. 엔진의 경우 미쓰비시후소 에어로퀸 KL-MS8계 모델과 마찬가지로 8M21형이 탑재되었다. 1997년에 차량 충돌에 대응해 스티어링이 적용되었다. 

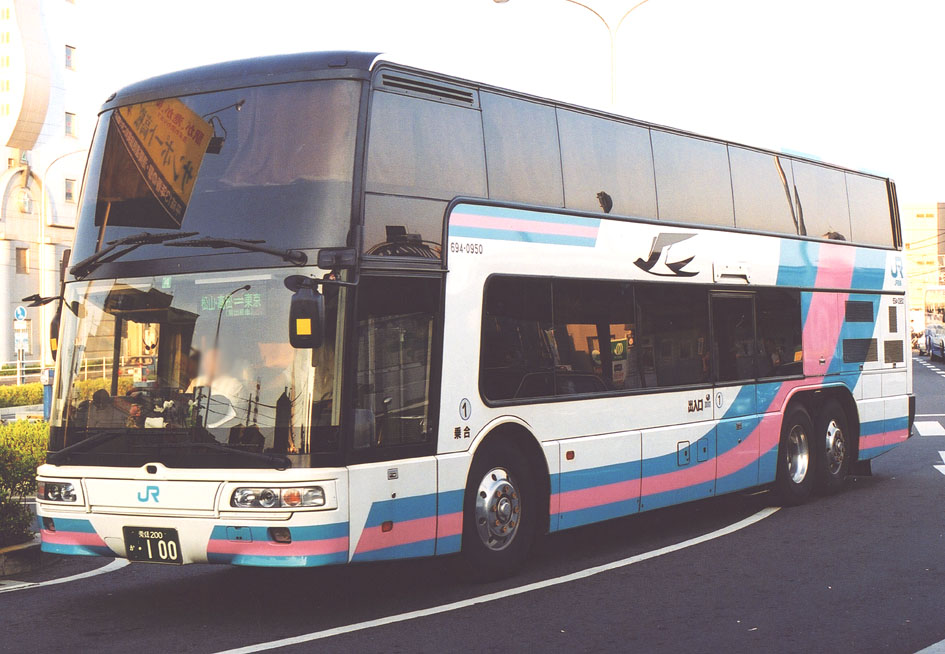
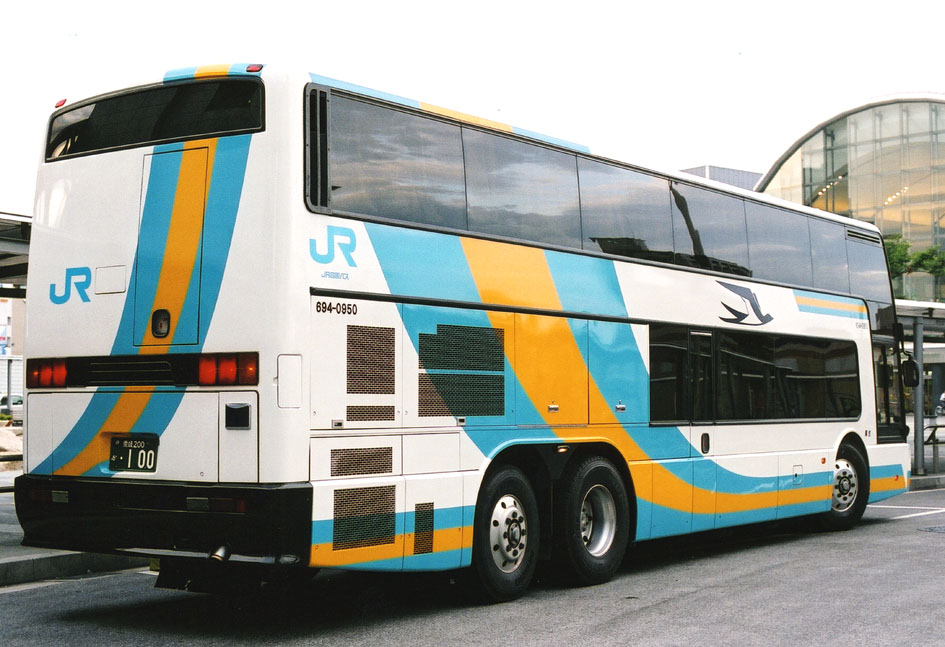

### MU612TX
1999년 배출가스 규제에 대응한 모델로 2000년에 최초로 출시되었다. 기존 모델에서 배기가스 규제의 식별 기호를 사용하지 않고 MU612TX란 명칭을 사용하게 되었다. 엔진은 미쓰비시후소 에어로퀸 KL-MS8계 모델과 마찬가지로 8M21-3형이 사용되었다. 또한 교통법에 대응하기 위해 2001년부터 생산된 차량의 경우 1층에 휠체어 공간이 적용되었다. 2005년에 배출가스 규제 및 기타 문제로 인해 단종되었다.

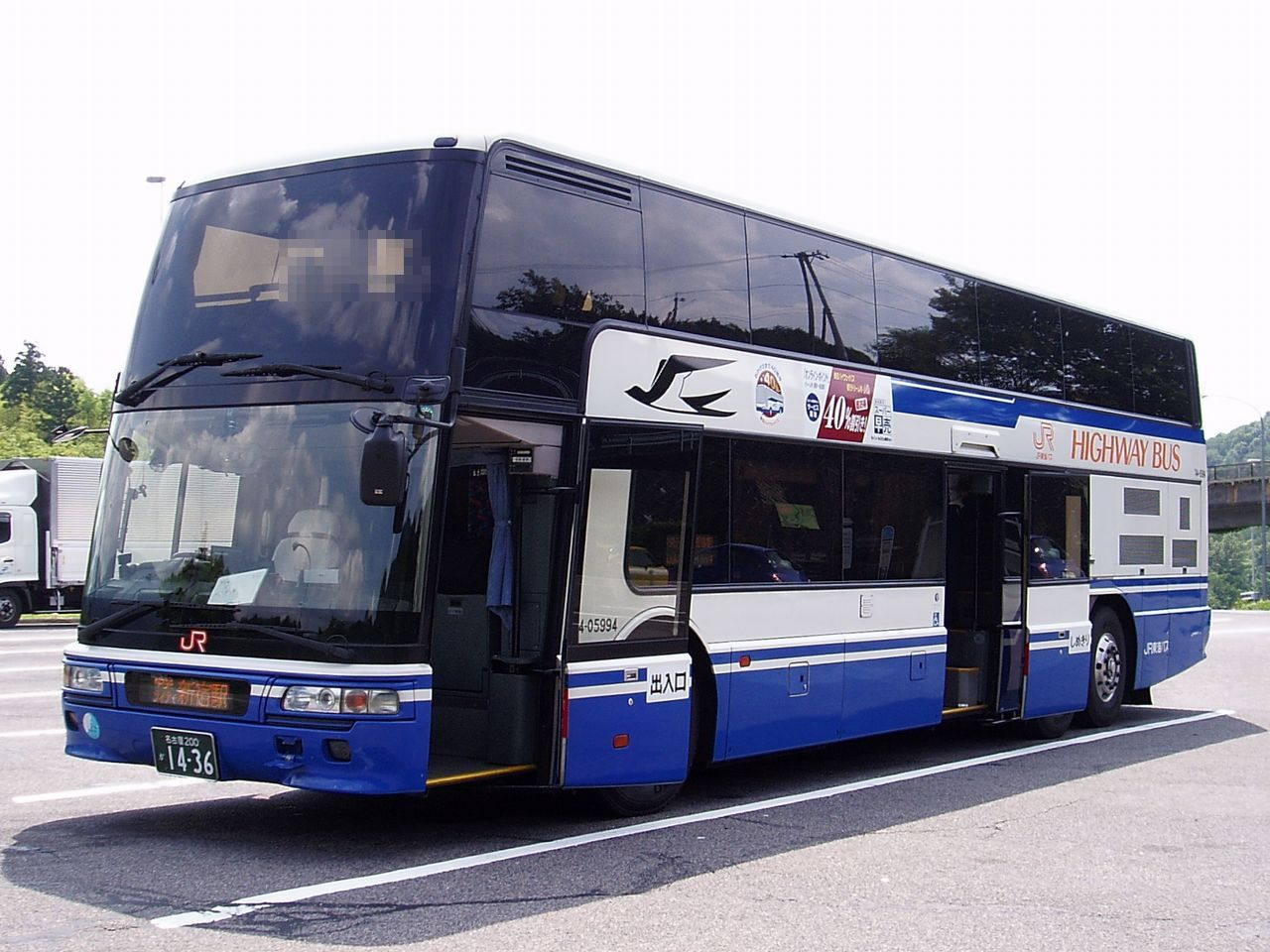
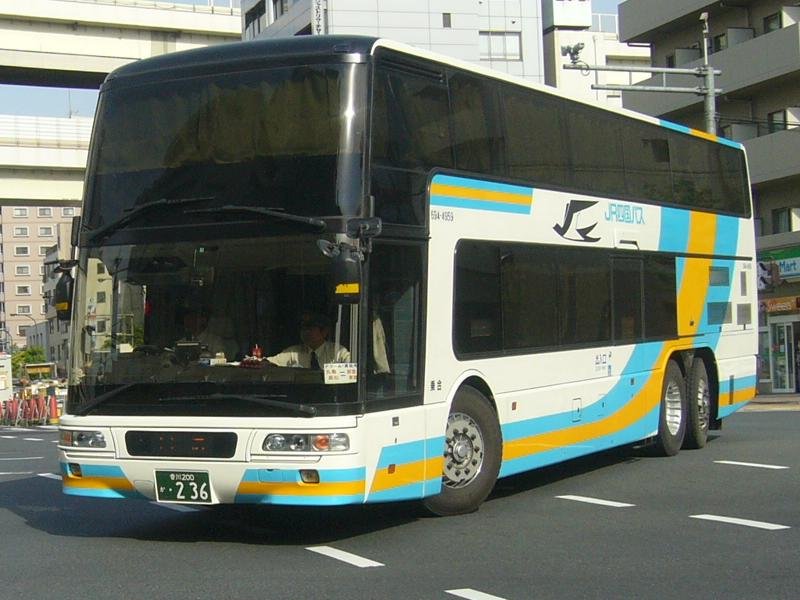
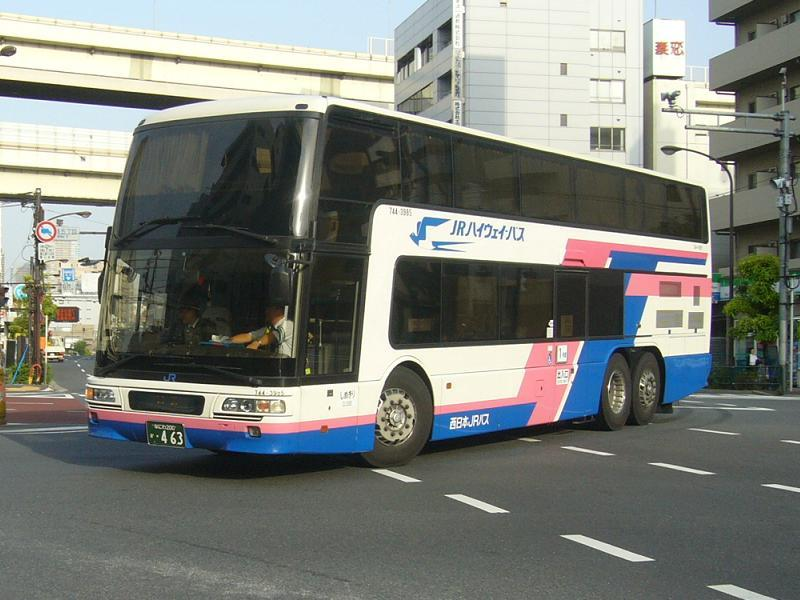
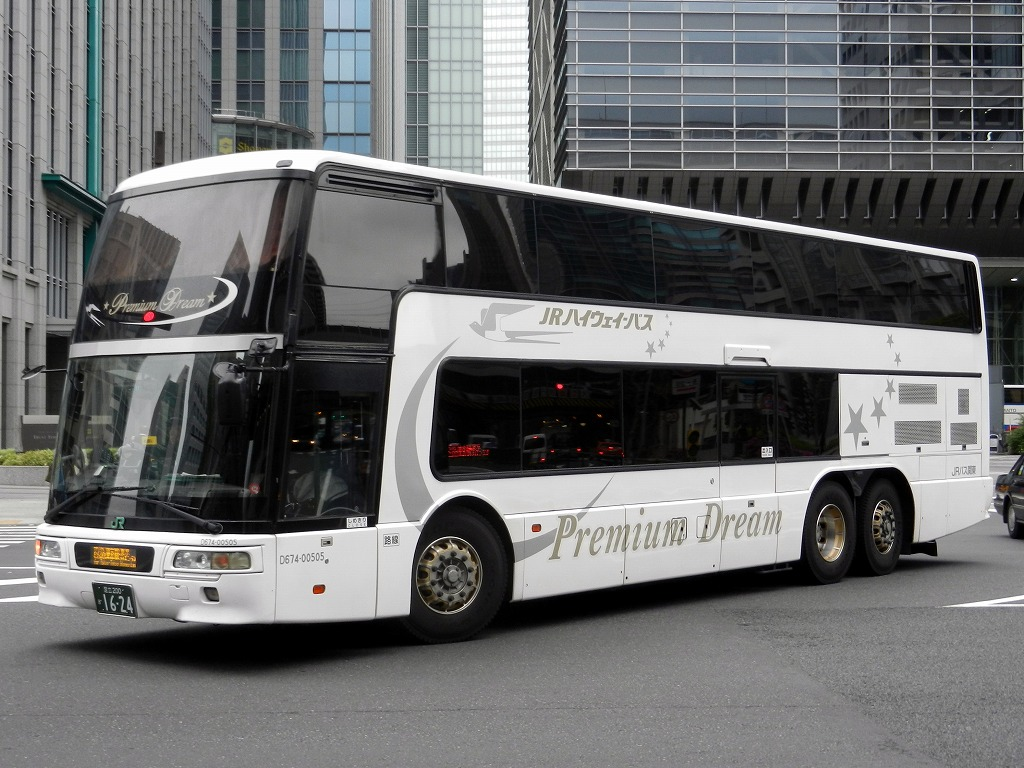

### BKG-MU66JS
배출가스 규제에 대응한 모델로 2007년에 일본 국토교통성에서 형식 인증을 취득했고 2008년 4월 2일에 판매에 들어갔다. 기존 모델과 달리 하이웨이 라이너(일본어: ハイウェイライナー)란 별칭을 가지고 있으며 도시간 고속버스 노선으로 특화된 모델로 엔진의 경우 기존 V형 8기통에서 6기통으로 변경되었고 미쓰비시후소 에어로퀸 모델에 적용된 6M70형 엔진이 탑재되었다. 배출가스 처리하는 장치로 SCR 시스템을 탑재했다. 2010년 6월에 미쓰비시 후소 트럭·버스는 배출가스 규제에 대응에 맞춰 예산 문제로 생산 및 판매를 중지하는 방안을 발표했다. 같은 해 8월에 후속 차종 없이 단종되면서 일본의 2층 버스 모델은 더 이상 생산하지 않게 되었다.

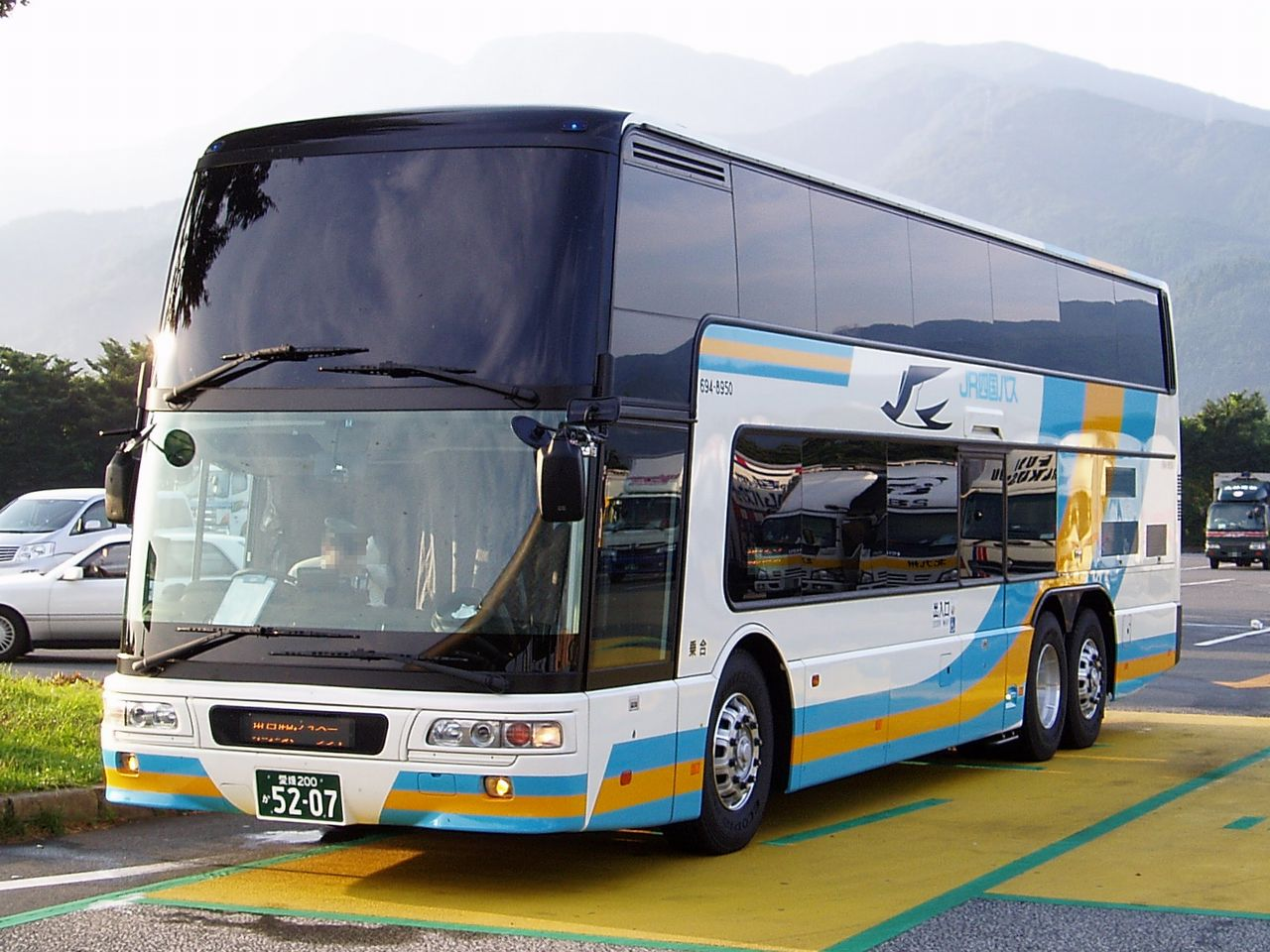
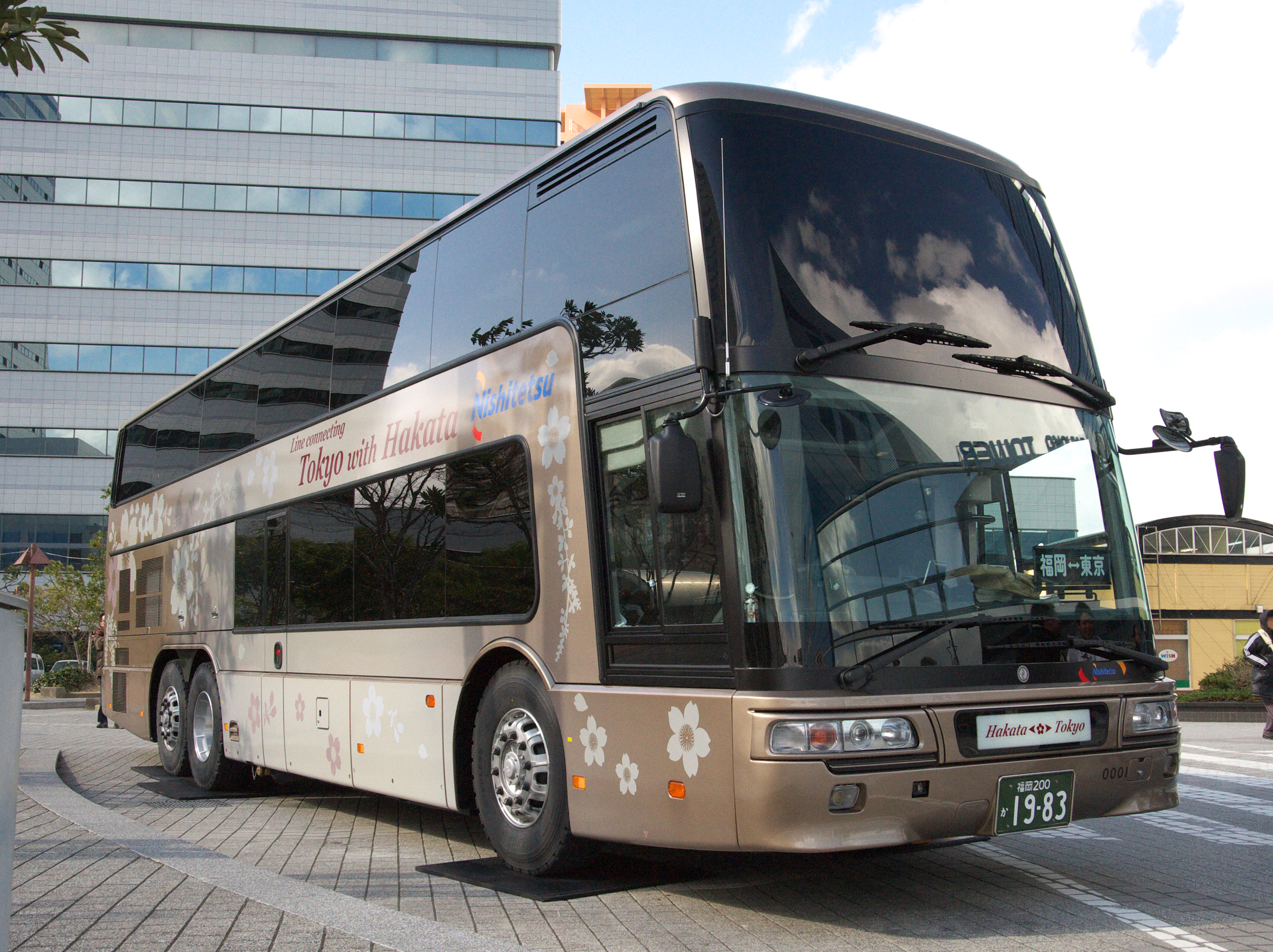
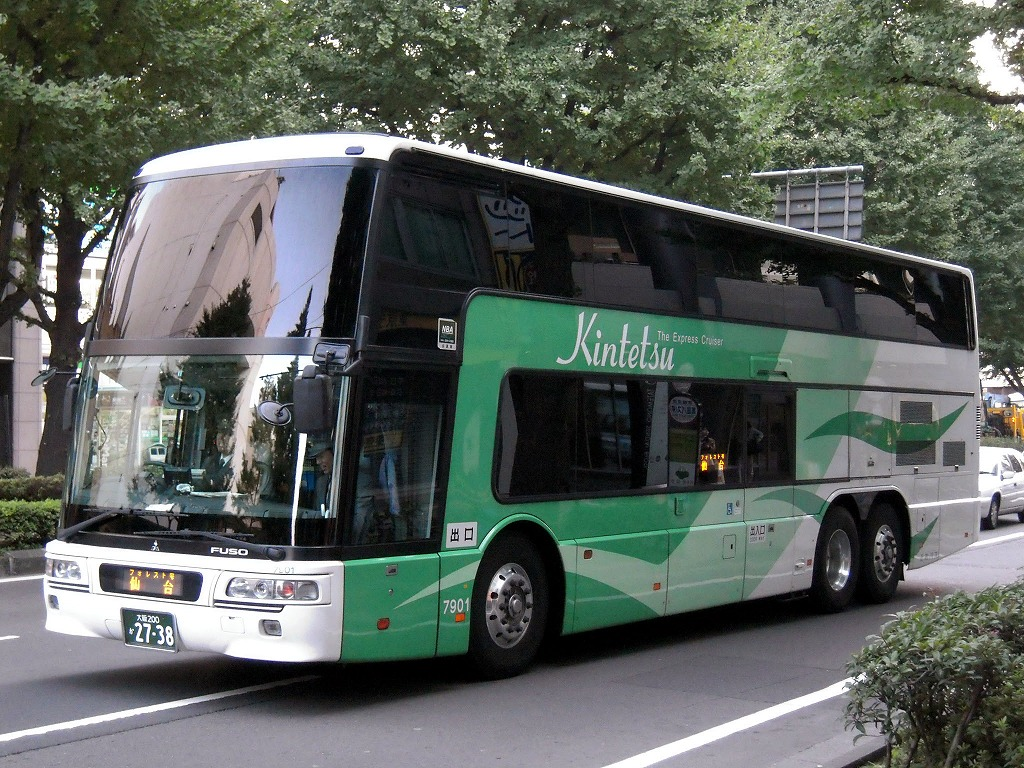
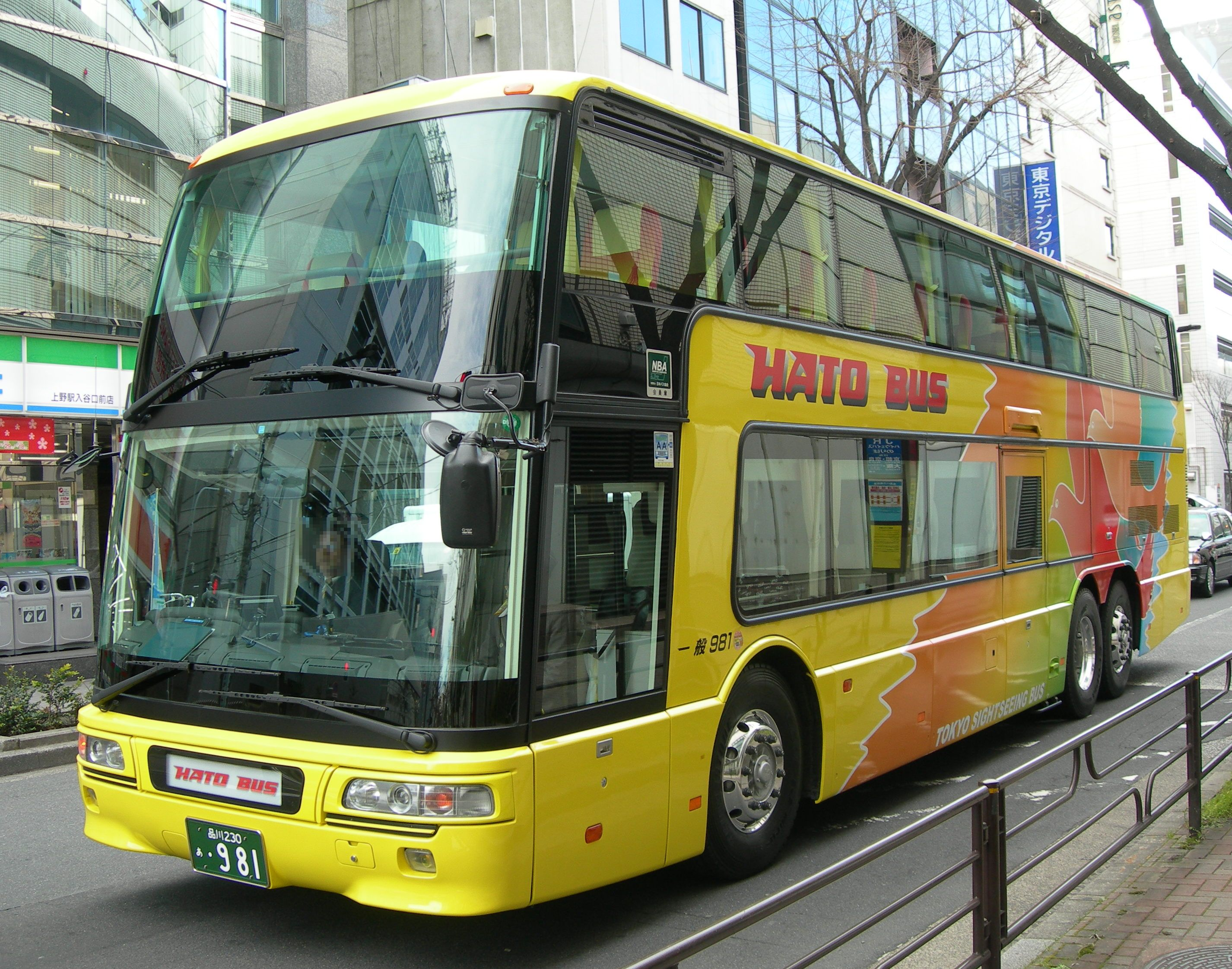

## 같이 보기
- 닛산 디젤 스페이스 드림
- 히노 그랜드뷰
- 2층 버스
- 네오플란 스카이라이너
- 네오플란 메가라이너